# Дініш Землероб

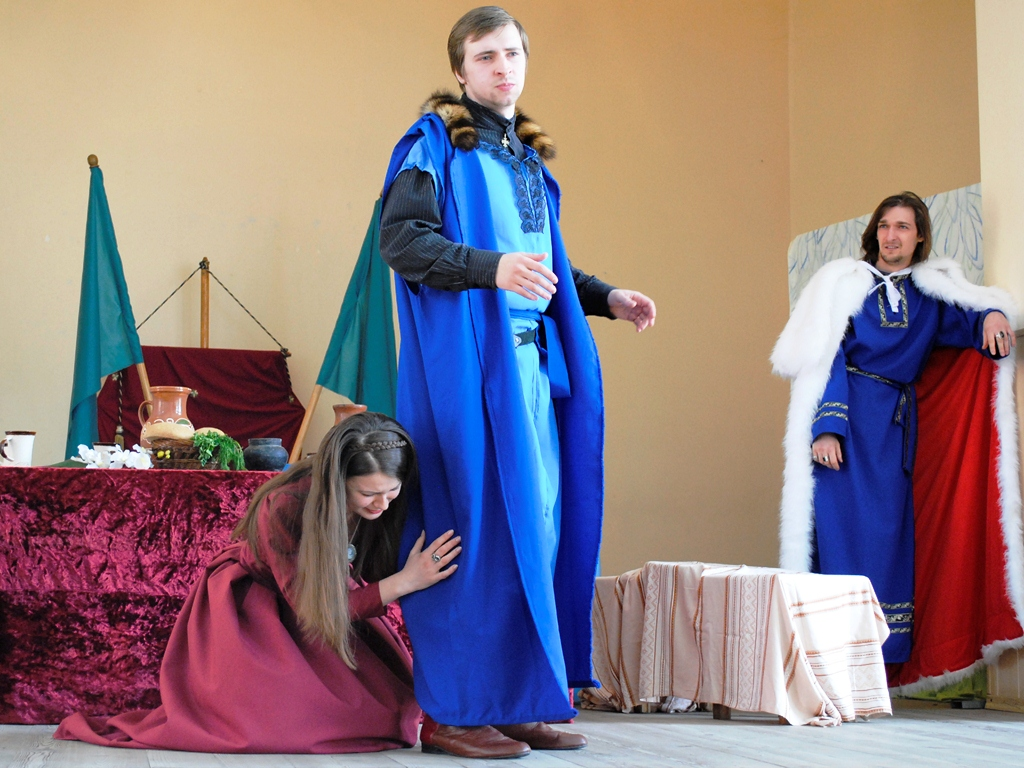
"Дініш Лаврадор" у виконанні театру "Фабула" ПНПУ імені В. Г. Короленка, 2012

«Дініш Лаврадор» — історична епопея на три дії видатного іспанського драматурга, історика, академіка Рамона Менендеса Підаля. Написана 1950 року іспанською мовою.

## Сюжет
Події п'єси відбуваються на межі ХІІІ-XIV століть у Лісабоні, Бургосі та Парижі. П'єса розповідає про період станволення та розвитку молодої Португальської держави на чолі з видатним королем, Діонісієм І (Дінішем, пойменованим "Лаврадор" ("орач") за невтомну державницьку працю та звільнення селян від кріпосництва). Складається із трьох дій. 
Події першої розгортаються у палаці короля Дініша у Лісабоні. Автор демонструє придворні інтриги, побудову ранньої європейської дипломатії, конфлікті стосунки між монархами. Піднімається проблема освіти для народу та "елітраної освіти". Цікавими є любовні трикутники між королем Кастилії Санчо Хоробрим та інфантою Арагону донною Ізабеллою, Дінішем та Марією де Моліна, інфантою Ізабеллою та Жаком де Моле. У першій дії постає проблема ордену тамплієрів на історичній арені Європи. Дає опис створенню динатичного союзу Арагону (Ізабелла Свята) та Португалії (Дініш Лаврадор) супроти попереднім династичним домовленностям (шлюбу Ізабелли із Санчо та шлюбу Дініша із марією де Моліна). ЗХакінчується оголошенням Кастилією війни Португалії через особисті сварки монархів.
Події другої дії відкривають таємниці придворних інтриг та монарших суперечок. У ній зображено підступність одного з головних героїв, Санчо Хороброго та жертовність Марії де Моліна, що проявилася у спробі замаху на життя короля Дініша. Динаміки п'єсі додає сцена отруєння злочинців ними ж привезеною для Дініша отрутою. Відбувається знайомство глядача з новими персонажами - Данте Аліґ'єрі, Хіменою (вона ж - Беатріче, кохана Данте). Зав'язуэться новий любовний трикутник між королем Дінішем та спокусницею Хіменою.
Третя дія зображує сцену суду над останнім магістром ордену тамплієрів, Жаком де Моле. Драматичний сюжет прощання колишніх закоханих, Ізабелли Святої та Жака, сцена тривіального підкупленого суду папи Климента V, яскравий елемент "пророчих видінь" та свідчення проти тамплієрів черниці Хільдегарди створюють атмосферу напруги та динаміки. У виставі піднімають питання долі тамплієрів, останнього пророцтва Жака де Моле. Вистава закінчується примиренням короля Дініша із дружиною, Ізабеллою Святою, заради майбутніх дітей.
В Україні п'єса "Дініш Лаврадор" була поставлена театром "Фабула" Полтавського національного педагогічного університету імені В. Г. Короленка навесні 2012 року (в головних ролях - Петро Баранець (Дініш Лаврдор), Ірина Запека (Ізабелла Свята), Олександр Лук'яненко (Санчо IV Хоробрий), Ірина Денисовець (Марія де Моліна) та ін. 

## Дійові особи
- Дініш Лаврадор, король Португалії
- Ізабелла Свята, його дружина"
- Санчо IV Хоробрий, король Кастилії
- Марія де Моліна
- Педро ІІІ Арагонський, батько Ізабелли
- Жак де Моле, магістр ордену тамплієрів
- Раміро де Альбеніс, перший міністр дініша
- Хімена Мазіні, його дружина (вона ж - Беатріче)
- Папа Климент V
- Данте Аліґ'єрі
- Елеонора де Моліна, сестра Марії
- Едуард І, король Англії
- Філіпп IV, король Франції"
- Ельвіра, покоївка Ізабелли
- Гійом де Ногаре, зберігач королівської печатки Франції
- Хільдегарда, авіньйонська черниця

## Достовірність п'єси
Хоча Рамон Менендес Підаль був знаним науковцем своєї доби, істориком, академіком, проте, для досягнення драматичного ефекту дещо змінює історичні факти. Тими, що відповідають дійсноті є питання воїн у Європі, розбудова освіти Дінішем, опис повстання гвельфів в Італії, опис монарших суперечок Англії та Франції через васально-суверенні зв'язки, розправа над тамплієрами. Не відповідає дійсності хронологія окремих подій: візити Данте, причина війни Португалії з Катсилією полягала у перерозподілі сфер впливу на прикордонні міста, аніж у з'ясуванні стосунків через особисті образи, смерть Санчо та Марії де Моліна (вони не були отруєні, а померли своєю смертю, причому Марія правила 26 років опісля Санчо як регент Кастилії) тощо.